# Râșnov Romacril, Brașov
Râșnov Romacril este un cartier al orașului Râșnov, județul Brașov, Transilvania, România.
Numele de Romacril provine de la numele fostei uzine chimice care iși avea sediul in zona. Fosta uzinǎ este acum pǎrǎsitǎ si urmeaza a fi reabilitata pentru construirea unei gari pentru mocanita ce va porni in curand pe traseul CHIMICA-RASNOV-BRAN. Râșnov Romacril este un cartier al Râșnovului, nu are stație de pompieri, ambulanțe, post de poliție. 
Locuitorii cartierului, cu trecerea anilor, s-au transformat intr-o armată de navetiști in drum spre Brașov. 
Cartierul nu are mai mult de 800 de locuitori, este compus din 6 blocuri, 12 case,1 bloc de tineret ,1 bloc I.A.S.,1 bloc tip vila in balastiera ,1 bloc de garsoniere ,2 blocuri-case ( cu un singur etaj),1 crama ,2 baruri, 3 magazine alimentare ,2 aprozare,2 servisuri auto si numeroase firme de prelucrarea lemnului. 
La fosta echipǎ a fabricii ( in perioada când aceasta incǎ funcționa, anii 1990-2000) și-au inceput carierele de fotbalisti urmatorii : Ionut Parvu- fost jucator al echipei Steaua Bucuresti, Surdu Romeo Constantin, 23 de ani ,  fost internațional de tineret, actual jucator al echipei Steaua Bucuresti ; Chirciu Ionuț, 23 de ani, fotbalist la Dacia Mioveni, in liga 1. De asemenea amintesc pe arbitrul din lotul divizionar A Nicoara Codruț Răzvan.